# Caranx sexfasciatus
Caranx sexfasciatus es una especie de peces de la familia Carangidae en el orden de los Perciformes.

## Morfología
Los machos de esta especie, conocida vulgarmente como jurel plateado, jurel colinegro, jurel ojón o jurel voraz, pueden llegar alcanzar los 120 cm de longitud total y los 18 kg de peso.

## Distribución geográfica
Se encuentra en las  costas de los océanos Índico y Pacífico: desde el Mar Rojo y el África Oriental hasta Hawái, sur del Japón, Australia y Nueva Caledonia. También desde el suroeste de la Baja California y el Golfo de México hasta Ecuador, incluyendo las Islas Galápagos.